# جسر هوهينزوليرن
جسر هوهينزوليرن (بالألمانية: هوهينزوليرنبروك) هو معبر رئيسي على نهر الراين في مدينة كولونيا الألمانية (بالألمانية: كولن). ويقطع الجسر نهر الراين عن نقطة 688.5 كيلومتر. في الأصل، كان الجسر عبارة عن جسر للسكك الحديدية والطرق، ولكن تمت إعادة بناءه بعد تدمير أثناء الحرب العالمية الثانية في عام 1945، ليصبح من الممكن الوصول إليه فقط لحركة السكك الحديدية والمشاة.
ويعتبر جسر هوهينزوليرن للسكك الحديدية هو الأكثر استخدامًا في ألمانيا نظرًا لعبور أكثر من 1200 قطار يوميًا، يربط بين محطتي كولن هاوبتبانهوف وكولن ميسي / ديوتز.

## تاريخه
تم بناء الجسر بين عامي 1907 و1911 بعد هدم جسر الكاتدرائية (دومبروك) القديم، لأن لم يكن جسر الكاتدرائية قادرًا على التعامل مع حركة المرور المتزايدة في كولونيا آنذاك. وتم تسمية الجسر الجديد على اسم بيت هوهينزوليرن وحكام بروسيا والأباطرة الألمان. (في ذلك الوقت، شكلت كولونيا جزءًا من مقاطعة الراين البروسية.)
بدأ رئيس مديرية السكك الحديدية في كولونيا بول فون بريتينباخ التخطيط لبناء الجسر وسلم هذا العمل إلى خليفته رودولف شميدت في عام 1906. وترأس مهندس السكك الحديدية فريتز بيرمان المشروع؛ الذي تم تحت قيادته وبمساعدة فريدريش ديركسن الذي قام بوضع التصاميم. وتم بناء جسر هوهينزوليرن من عام 1907 إلى عام 1911، افتتح القيصر فيلهلم الثاني الجسر في يوم 22 مايو 1911.

يتألف الجسر من ثلاثة أجزاء متجاورة، لكل منها ثلاثة أقواس تروس حديدية (فتحات مرور) في الاتجاه الطولي لاستيعاب أربع مسارات للسكك الحديدية وطريق للعبور. فعلى الرغم من أن موقع الجسر ومحطة السكة الحديدة كانا مثيرًا للجدل بالفعل في هيكله السابق، إلا أن جسر هوهينزوليرن اعتمد اتجاه الجسر السابق على المحور المركزي للكاتدرائية.

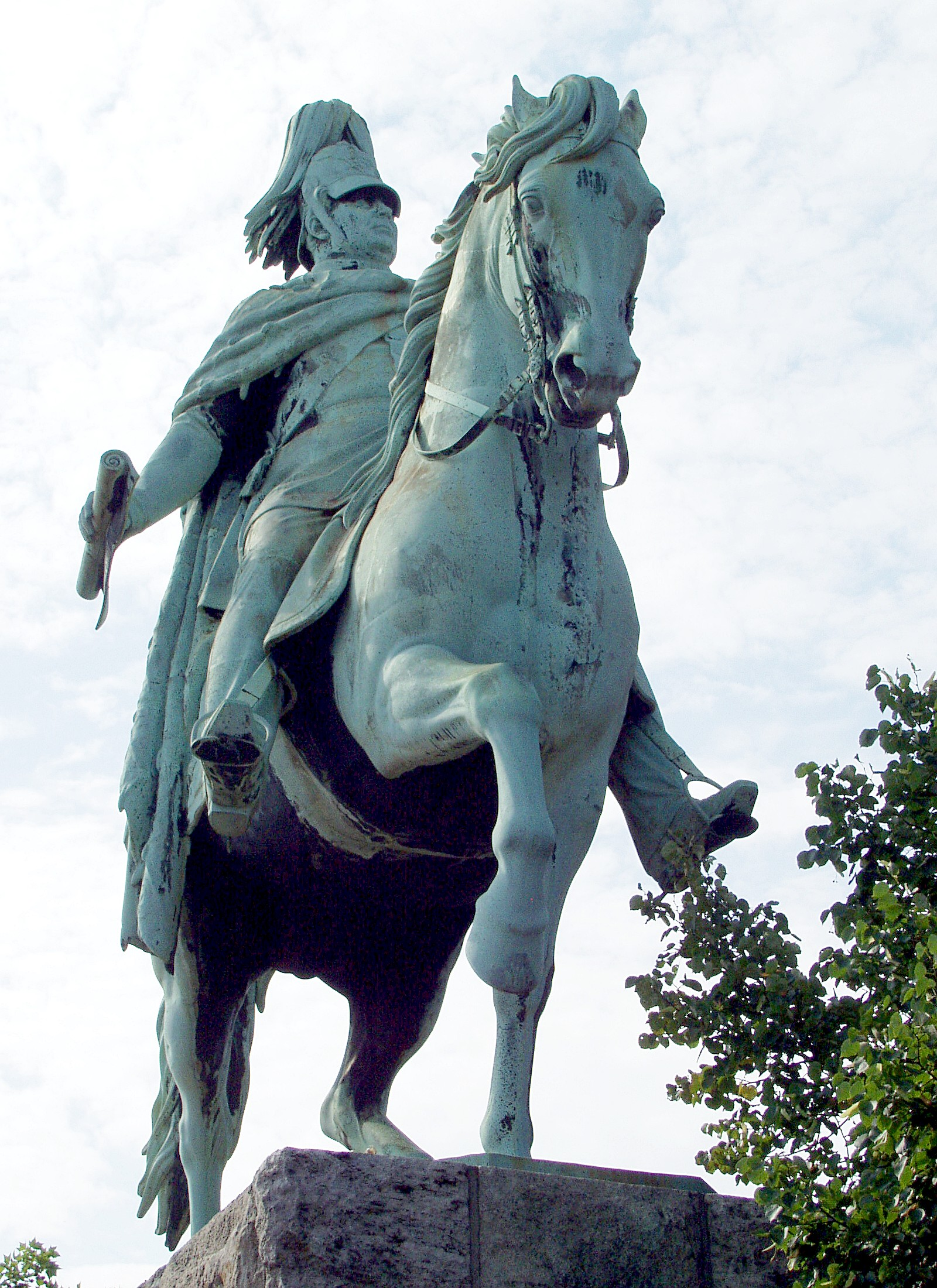
فريدريش فيلهلم الرابع (شمال المنحدر على الضفة اليمنى لنهر الراين)
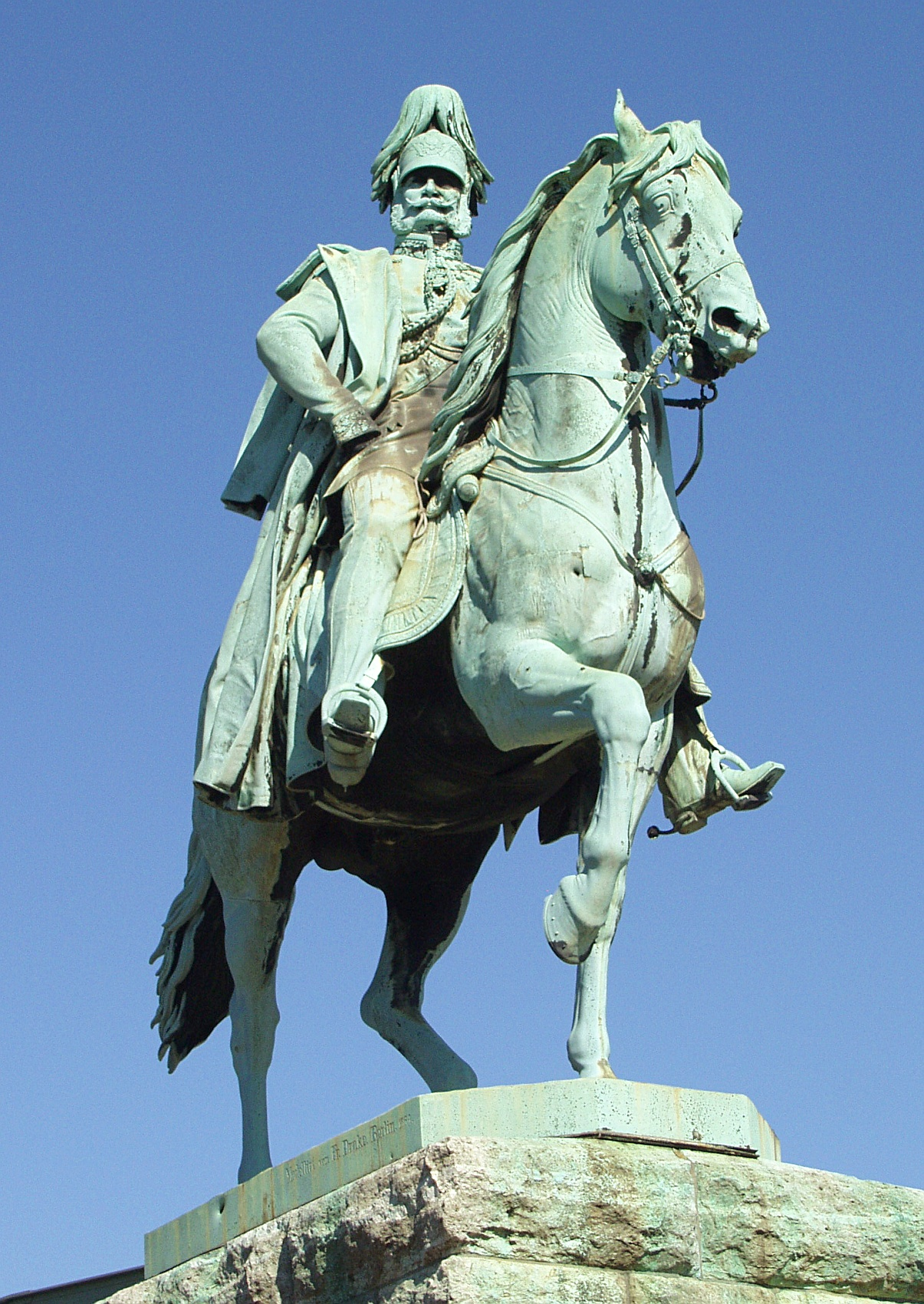
فيلهلم الأول (جنوب المنحدر على الضفة اليمنى لنهر الراين).

أحاطت أربعة تماثيل للفروسية من ملوك بروسيا والأباطرة الألمان من عائلة هوهينزوليرن بكل جهات جسر هوهينزليورن. فبالفعل تم تزيين جسر الكاتدرائية بتمثال لفريدريش فيلهلم الرابع من بروسيا بواسطة النحات غوستاف بليزر، وتمثال كايزر فيلهلم الأول بواسطة فريدريك دريك، اللذان يقفان الآن على الضفة اليمنى (الشرقية) من نهر الراين (انظر الصور أعلاه). بالإضافة إلى ذلك، قام النحات لويس طويلون بعمل تمثال الفروسية لفريدريش الثالث وخلال حياته، وعمل تمثال لفيلهلم الثاني، اللذان تم وضعهما على الضفة اليسرى (الغربية) من نهر الراين (انظر الصور أدناه). وترمز هذه التماثيل إلى عصر الحكم البروسي في مقاطعة الراين.

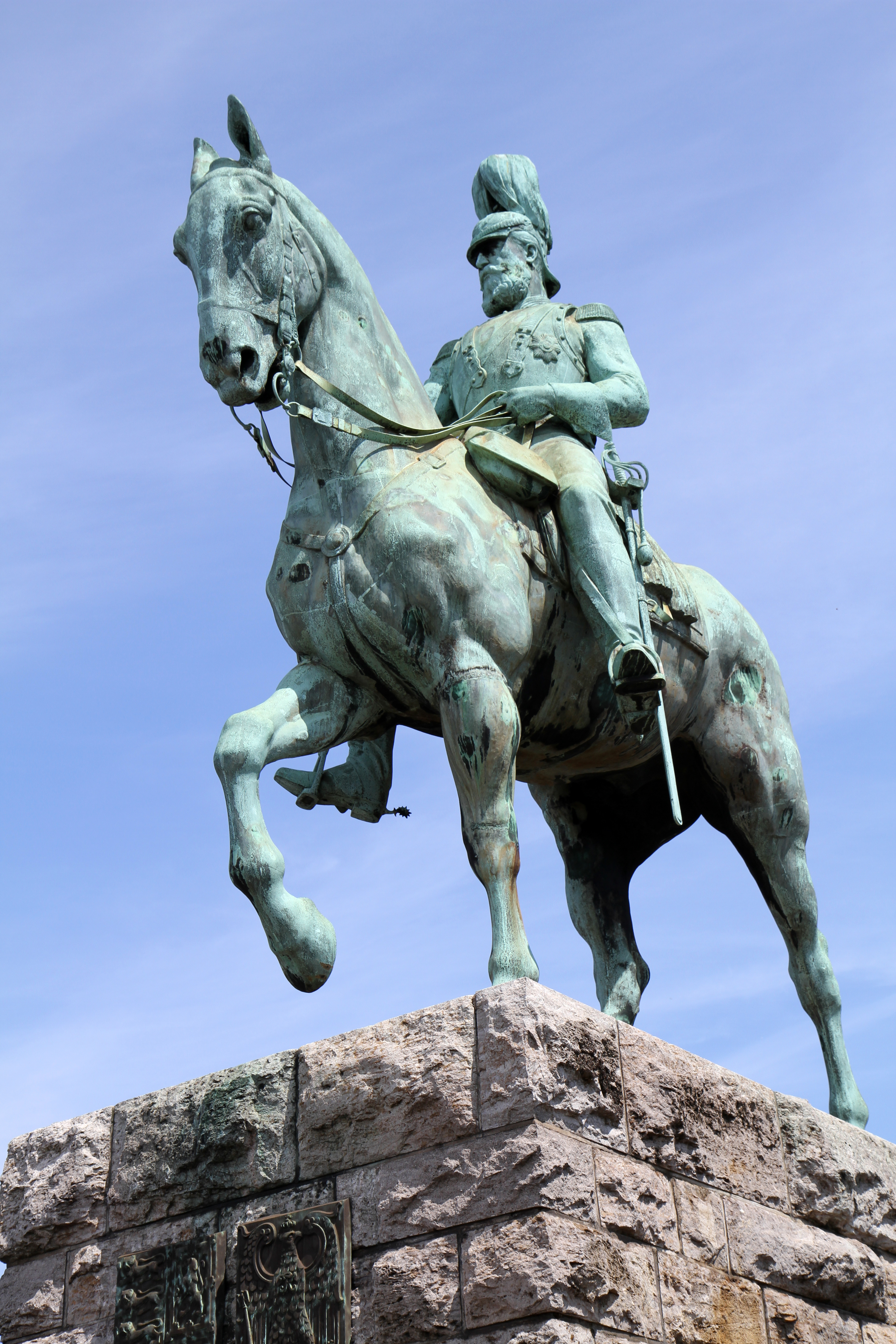
فريدريش الثالث (شمال المنحدر على الضفة اليسرى لنهر الراين)
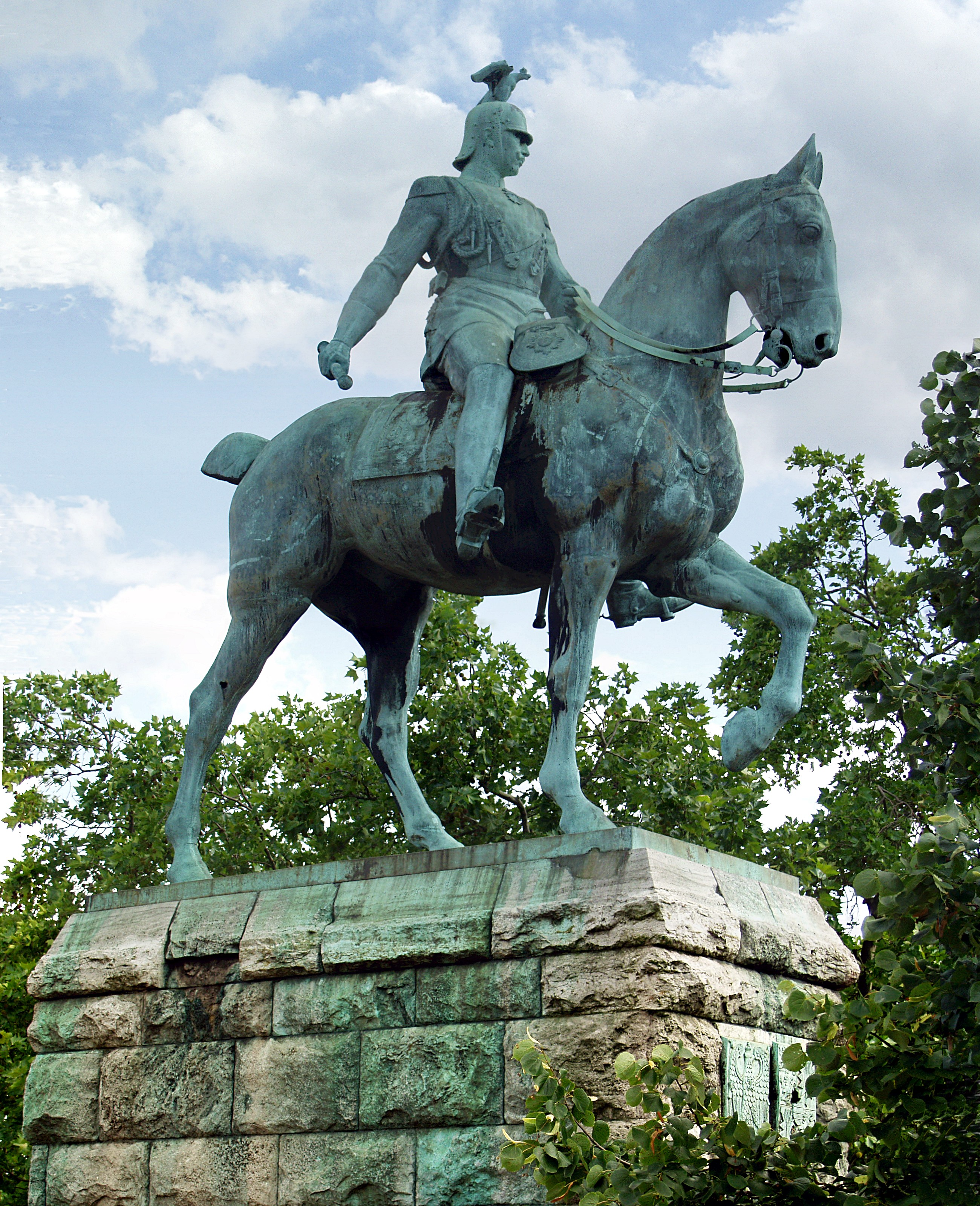
فيلهلم الثاني (جنوب المنحدر على الضفة اليسرى لنهر الراين)

عمل جسر هوهينزوليرن كواحد من أهم الجسور في ألمانيا خلال الحرب العالمية الثانية (1939-1945)؛ حتى أن الضربات الجوية اليومية المتسقة لم تضر به بشدة. إلى يوم 6 مارس 1945 قام المهندسون العسكريون الألمان بتفجير الجسر حين بدأت قوات الحلفاء هجومها على كولونيا.
وبعد استسلام ألمانيا في 8 مايو 1945، تم تشغيل الجسر في البداية بشكل مؤقت، ولكن سرعان ما بدأت عمليات إعادة الترميم والبناء بشكل جدي. وبحلول 8 مايو 1948، تمكن المشاة مرة أخرى من استخدام جسر هوهينزوليرن.
يتكون الجسر الآن فقط من ستة طوابق جسر فردية بنيت جزئيًا من شكلها القديم بعد أن تمت إزالة الطرقات المرورية (الجنوبية). أيضًا لم يتم إصلاح البوابات المتبقية وأبراج الجسر وتم هدمها في عام 1958. وفي عام 1959 تم الانتهاء من إعادة بناء الجسر كليًا.
خلال الثمانينيات تم تجديد الجسر بمسارين جديدين، وتم الحفاظ على جزء ضئيل من منحدر الطريق القديم على جانب ديوتز، مع أحجار مرصوفة بالحصى ومسارات الترام (القطار). تمت إزالة الباقي فيما يتعلق ببناء تطوير مثلث كولونيا وتحويله إلى مسار للمشاة والدراجات.
يعبر جسر هوهينزوليرن الآن بانتظام أكثر من 1200 قطار يوميًا. ويبلغ الطول الإجمالي لجسر هوهينزوليرن 409.19 مترًا (1،342.5 قدمًا).

## مقتطفات
- تم استخدام جزء من جسر هوهينزوليرن، الذي تم تفجيره في عام 1945، لإعادة بناء جسر الرور الأخير أو ما يسمى بجسر كارل ليهر في دويسبورغ.

جسر هوهينزوليرن (بالألمانية: هوهينزوليرنبروك) هو معبر رئيسي
على نهر الراين في مدينة كولونيا الألمانية (بالألمانية: كولن). ويقطع الجسر نهر
الراين عن نقطة 688.5 كيلومتر. في الأصل، كان الجسر عبارة عن جسر للسكك الحديدية
والطرق، 
- بالنسبة لليوم الكنيسة عام 2007، تم تغطية أقواس جسر هوهينزوليرن مؤقتًا جزئيًا بقطعة قماش حمراء، بحيث يمثل الجسر سمكة منمقة (رمز يوم الكنيسة)
- ومنذ أواخر صيف 2008، تم وضع عادة أقفال الحب التي نشأت في إيطاليا على الجسر. وقد تمت الإجابة عن مسألة وزنها وعددها، والتي تظهر أحيانًا بشكل مختلف في هذا السياق؛ فيقال أن التقديرات تتراوح بين اثنين (أبريل 2011) 15 طنًا (سبتمبر 2011) مع عدد من 40.000 قفل حب مزعوم. لم تر بان بان أن هناك خطر على إحصائيات الجسر بكل من الأوزان. وفي يونيو 2015، قدر عدد الأقفال بـ 50.0000.

وعلى رأس الجسر الشرقي على جانب دويتس، تحتفظ جمعية جبال الألب الألمانية بمنشأة تسلق عامة بمساحة حائط تبلغ حوالي 850 متر مربع منذ عام 1998.

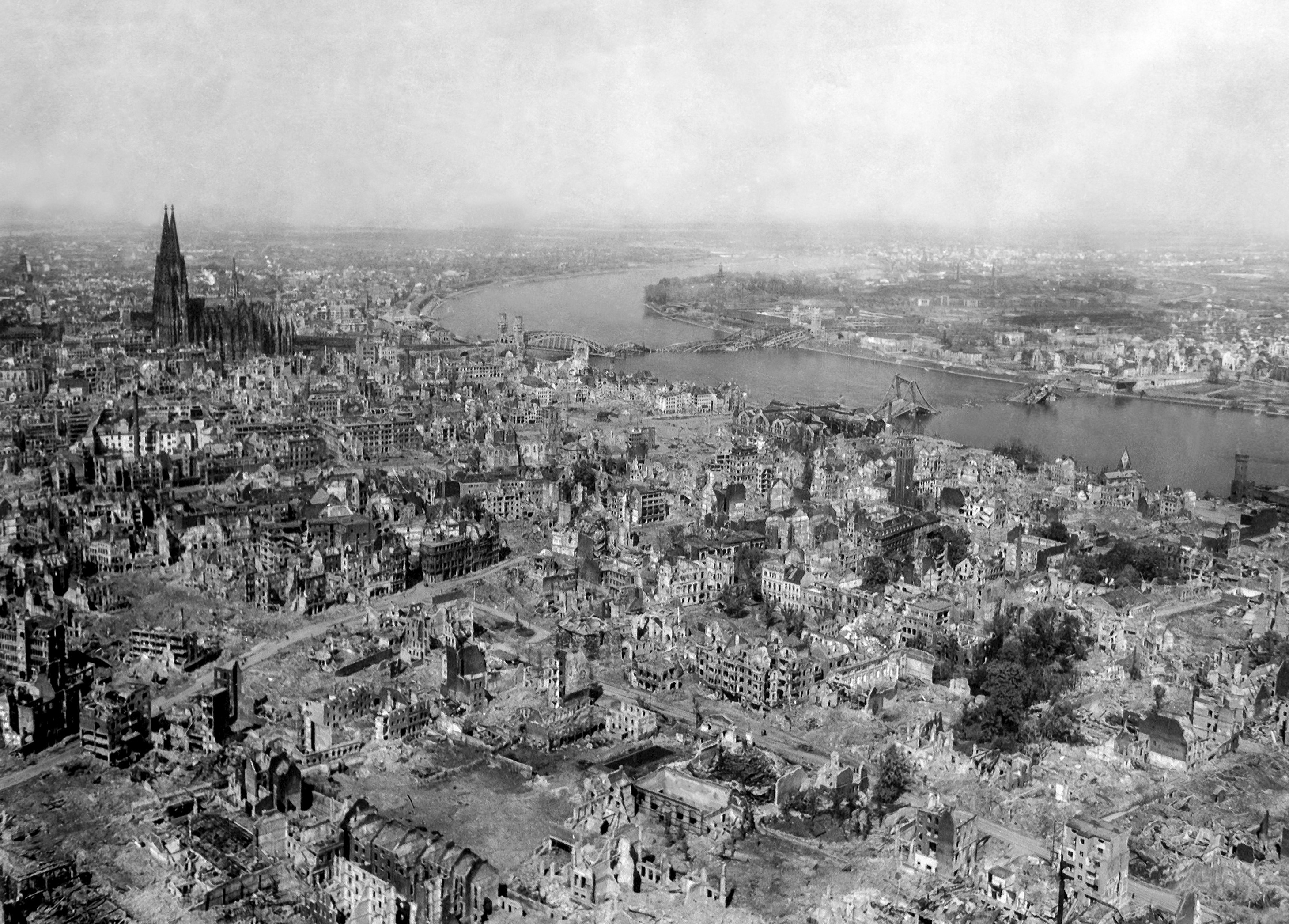
جسر هوهنزولرن (في الوسط) بعد حوالي ستة أسابيع من تدميره عام 1945